# Tandköttsficka

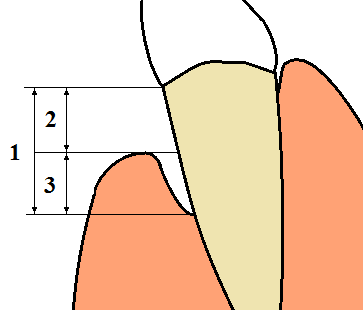
Djup tandköttsficka (3), med blottade tandhals (2).

Tandköttsficka eller tandficka är en ficka mellan tandköttet och tanden. Tandköttsfickan är normalt någon millimeter djup. Sjukdomar i munnen och tänderna kan leda till djupare tandköttsfickor, som är svåra att rengöra med tandborstning. Det ansamlas då lätt bakterier i fickan som blir till plack, som kan leda till tandköttsinflammation och senare tandlossning. Tandköttsfickor kan också uppkomma till följd av kronisk parodontit.